# مایان وسطی
مایان وسطی یا مایان درباغ روستایی در دهستان طرقبه بخش طرقبه شهرستان بینالود استان خراسان رضوی ایران است.شغل مردم این روستا اغلب صنایع دستی،کشاورزی و دامپروری است.سبد بافی و ارغوان بافی از گذشته تاکنون منبع درامد این روستا بوده است. کشاورزی نیز از گذشته رونق داشته و مردمان مایان وسطی در محلی که به نام تخته مایان(ارتفاعات جنوب مشهد) نیز معروف است کشاورزی انجام میدهند.مصیب قدرتمند است 

## جمعیت
بر پایه سرشماری عمومی نفوس و مسکن در سال ۱۳۹۵ جمعیت این روستا ۳۲۵ نفر (در ۸۵ خانوار) بوده است.